# いかりスーパーマーケット
株式会社いかりスーパーマーケットは、兵庫県尼崎市に本社を置く、スーパーマーケットを経営する企業である。近畿地方（関西）では高級スーパーの代名詞的な存在であり、阪神地区、神戸市地区、大阪市地区、北摂地区（主に阪急線沿線）を中心に展開している。

## 概要
岡山県井原市出身の行光博志が、兄の経営する「錨堂」（洋菓子卸業）を手伝っていた頃、レジスターの営業マンにスーパーマーケットの起業を打診されて1961年（昭和36年）に創業 。
兵庫県尼崎市塚口町に第1号店を出店する。神戸に近い立地を生かし、輸入食材を積極的に仕入れ『いかりに行けば珍しいものが手に入る』といわれるようになる。また、オリジナルの食材の製造にも積極的で、独自でフランスパンの製造したのを皮切りに『ikariブランド』の商材を多数販売している。

### 企業データ
- 本社所在地 : 兵庫県尼崎市塚口町1-15-8　いかりビル
- 資本金 : 1億3915万円
- 売上高 : 334億円（2007年3月期）

## 歴史

### 沿革
- 1961年（昭和36年） : 第1号店となる「いかりスーパーマーケット塚口店」が開店。
- 1967年（昭和42年） : 株式会社いかりスーパーマーケットを設立。
- 1999年（平成11年） : 「宝塚第2物流センター」を開設。
- 2003年（平成15年） : 「JR大阪店」を開店。
- 2005年（平成17年） : 首都圏に初進出。「ecute大宮店」（大宮駅エキュート内）を開店、および「埼玉食品加工センター」を開設。
- 2008年（平成20年） : 「いかり新横浜店」を開店。
- 2009年（平成21年） : 「ecute大宮店」、「いかり新横浜店」を閉店。
- 2016年（平成28年）7月 : 1月に閉店した「阪急三宮店」の後継店舗として「神戸三宮店」を開店[5]。
- 2021年（令和3年）11月 : 岡山県初出店となる「いかり井原店おいしい館」を開店[2]。
- 2023年（令和5年）10月31日 : 「いかり井原店おいしい館」を閉店[6]。
- 2025年（令和7年）3月21日 : 「いかりライクス修学院店」閉店

## 店舗
現行店舗については、公式サイト内「店舗情報」を参照。
- 本社機能のある塚口店を『本店』としている。
- かつては、小規模の店に『Anchorlet』（”o”の部分が錨の形をしたいかりスーパーのシンボルマークをあしらっている）として出店していたが、甲陽園店のようにいかりスーパーとしてリニューアルした店舗や、御影店など別の場所に『いかりスーパー』を移転させたりしたため、現在はJR芦屋店のみとなっている。
- 京都市内に出店している店舗については、株式会社ライクスが運営しているため、店名の頭に『ライクス』がついている[注釈 1]。
- 関連会社の株式会社楽粹が2010年（平成22年）12月に鳥取県智頭町（JR智頭駅前、鳥取大丸智頭営業所跡地）に「ikari RAKUSUI」を開店している。なお、智頭町には楽粹の工場も立地している。
- ジェイアール西日本デイリーサービスネットがJR西日本の宝塚駅の駅構内に展開しているエキナカ商業施設エキマルシェの流通事業の「Deli Festa（デリフェスタ）supplied by ikari」は文字通りいかりスーパーマーケットが商品を供給していたが、2014年（平成26年）8月18日に閉店した。過去には大阪駅にも同様の形態の店舗を出店していたが、同じく閉店している[注釈 2]。

### かつてあった店舗
| 都道府県 | 市町村           | 店舗名                 | 開業日                | 廃業日                    |
| -------- | ---------------- | ---------------------- | --------------------- | ------------------------- |
| 埼玉県   | さいたま市大宮区 | ecute大宮店            | 2005年（平成17年）    | 2009年（平成21年）        |
| 神奈川県 | 横浜市港北区     | 新横浜店               | 2008年（平成20年）    | 2009年（平成21年）        |
| 京都府   | 京都市左京区     | いかりライクス修学院店 |                       | 2025年（令和7年）3月21日  |
| 大阪府   | 摂津市           | 千里丘店               |                       |                           |
| 兵庫県   | 神戸市中央区     | 阪急三宮店             |                       | 2016年（平成28年）1月     |
| 岡山県   | 井原市           | 井原店おいしい館       | 2021年（令和3年）11月 | 2023年（令和5年）10月31日 |

## 関連会社
- 株式会社ライクス（いかりライクス常盤店、いかりライクス修学院店）
- 有楽調理食品株式会社（たぬき庵ブランド食品）
- 楽粹株式会社（豆腐、揚げ類）
- 株式会社グルメフーズ（中国料理レストラン愛蓮）
- 株式会社イナブコトレーディング（輸入）
- 株式会社イナブコ（メンテナンス）